# Kurt Wiese
Pour les articles homonymes, voir Wiese.
Kurt Wiese, né le 22 avril 1887 et mort le 27 mai 1974, est un illustrateur de livres américain d'origine allemande. Wiese a écrit et illustré 20 livres pour enfants et en a illustré 300 autres pour divers auteurs.

## Biographie
Wiese est né à Minden, en province de Westphalie. Il aspire à devenir artiste mais est découragé par sa communauté.
Il vit et voyage en Chine pendant six ans vendant des marchandises dans sa jeunesse. Au début de la Première Guerre mondiale, il est capturé par les Japonais et remis aux Britanniques. Il passe cinq ans en prison, années qu'il passera essentiellement en Australie, où sa fascination pour la vie animale l'incite à recommencer à dessiner. Après sa libération à la fin de la guerre, Wiese retourne en Allemagne mais l'économie est si mauvaise qu'il déménage au Brésil.
Il y commence sa carrière d'illustrateur et, en 1927, il emménage aux États-Unis. Son premier succès critique fut avec les illustrations de Bambi de Felix Salten en 1929. En 1930, il épousa Gertrude Hansen, avec qui il vit dans une ferme à Kingwood Township, dans le New Jersey. Il travaille avec le maître graveur allemand Theodore Cuno de Germantown, en Pennsylvanie pour créer certaines de ses lithographies.
Il meurt à Idell (Kingwood Township) le 27 mai 1974.

## Récompenses
- 1933 : Médaille Newbery pour Young Fu of the Upper Yangtze (illustrateur).
- 1936 : Newbery Honor Honk the Moose, Li Lun, Lad of Courage et Daughter of the Mountains (illustrateur).
- 1946 : Caldecott Honor pour You Can Write Chinese.
- 1948 : Caldecott Honor pour Fish in the Air.

## Œuvres
Liste non exhaustive

### Scénario et illustrations
- (en) You Can Write Chinese, Viking, 1945, livre d'imagesCaldecott Honor
- (en) Fish in the Air, Viking, 1948, livre d'imagesCaldecott Honor
- (en) Happy Easter, Viking, 1952, livre d'images

### Illustrations
- Bambi, l'histoire d'une vie dans les bois (Bambi, A Life in the Woods), de 1923 par Felix Salten
- Série Freddy the Pig de Walter R. Brooks (26 volumes, de 1927 à 1958)
- Poodle-oodle of Doodle Farm, Lawton et Ruth Mackall, 1929
- (en) Felix Salten, The Hound of Florence, Simon & Schuster, 1930
- (en) Elizabeth Foreman Lewis, Young Fu of the Upper Yangtze, John C. Winston Co., 1932
- (en) Jack O'Brien, Silver Chief, Dog of the North, Winston, 1933
- Marjorie Flack (trad. de l'anglais, ill. Kurt Wiese), Ping, le petit canard chinois [« The Story about Ping »], Paris, L'École des loisirs, 1981 (1re éd. 1933), 36 p. (ISBN 2-211-07900-8, BNF 34753456)
- (en) Phil Stong, Farm Boy: A Hunt for Indian Treasure, 1934
- (en) Elizabeth Foreman Lewis, Ho-Ming, Girl of New China, Winston, 1934
- (en) Phil Stong, Honk, the Moose, 1935
- (en) Jack O'Brien, Valiant, Dog Of The Timberline, 1935
- (en) Rudyard Kipling, All the Mowgli Stories, 1936
- (en) Archer B. Gilfillan, Sheep, 1936
- Claire Huchet Bishop (ill. Kurt Wiese), Les Cinq frères chinois [« The Five Chinese Brothers »], Dessain et Tolra, 1971 (1re éd. 1938) (BNF 43427579)
- (en) Attilio Gatti, Saranga The Pygmy, 1939
- (en) Leigh Peck, Pecos Bill and Lightning, 1940
- (en) Lin Yutang, With Love and Irony, 1940
- (en) Claire Huchet Bishop, The Ferryman, 1941
- Theodore J. Waldeck (trad. de l'anglais par Claude Appell), La Panthère Blanche [« The White Panther »], Paris, éditions de l'Amitié G. T. Rageot, 1950 (1re éd. 1941), 204 p. (BNF 31616518)
- Theodore J. Waldeck (trad. de l'anglais par G. Guillemot-Magitot), Jamba l'éléphant [« Jamba the elephant »], Paris, éditions de l'Amitié G.T. Rageot, 1948 (1re éd. 1942), 224 p. (BNF 31616517), réédition: 1957, (BNF 43433321)
- (en) Phil Stong, Censored, the Goat, 1945
- (en) Carolyn Treffinger, Li Lun, Lad of Courage, 1947
- (en) Louise Rankin, Daughter of the Mountains, 1948
- (en) Frederick H. Pough, All about Volcanoes and Earthquakes, 1953
- (en) Virginie Frances Voight, Lions in the Barn, 1955
- (en) Elizabeth Coatsworth, Pika and the Roses, 1959
- Claire Huchet Bishop (trad. de l'anglais, ill. Kurt Wiese), Vingt-deux ours [« Twenty-two Bears »], Paris, L'École des loisirs, 1981 (1re éd. 1964), 31 p. (ISBN 2-211-07862-1, BNF 34658980)
- (en) Claire Huchet Bishop, The Truffle Pig, 1971